# 奥州仕置
奥州仕置（おうしゅうしおき）は、天正18年（1590年）7月から8月にかけて行われた、豊臣秀吉による奥羽地方に対する領土仕置。奥羽仕置（おううしおき）ともいう。

## 概要

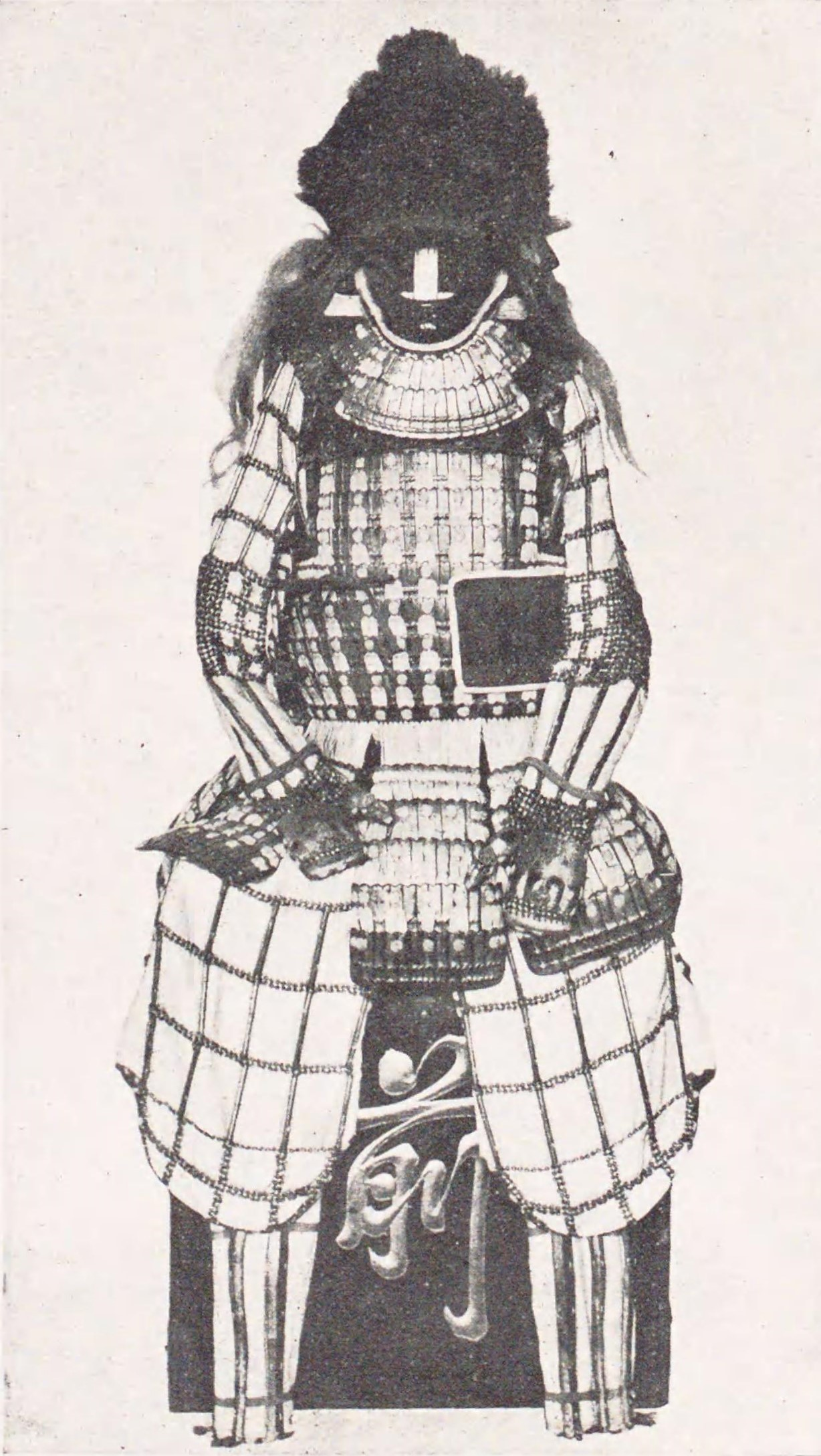
銀伊予札白糸威胴丸具足（重要文化財、仙台市博物館所蔵）。豊臣秀吉が宇都宮にて伊達政宗へ下賜した、とされる。

豊臣秀吉による奥羽両国の無事(和平・和睦)への関与は、天正13年（1585年）の金山宗洗の奥羽への派遣から開始された。宗洗は天正16年（1588年）までに3度奥羽へ赴き、奥羽各領主と交渉を行った。天正16年9月、最上義光に続いて伊達政宗も秀吉に恭順を示し、奥羽の無事実現へ前進した。秀吉は天正17年（1589年）1月に政宗に書状を遣わし、天正17年前半の上洛を求めた。しかし、その天正17年の前半である5月に政宗は蘆名領の会津へ侵攻したのだった。秀吉は上洛要請を無視し、奥羽の無事を乱した政宗の行為に不信を抱き、政宗が会津から撤退しない場合は奥羽へ出兵する用意があることを明らかにした。11月、北条氏が秀吉の沼田領裁定を覆し、真田領・名胡桃へ侵攻したことをきっかけに翌春に北条氏の征伐が行われることになり、東国に征討軍が派遣されることになった。
天正18年（1590年）、秀吉は下野国の宇都宮国綱、常陸国の佐竹義重とともに小田原征伐を行い、天正18年7月11日、小田原城は開城し、北条氏政・北条氏照兄弟が切腹、北条氏直ら北条一門の多くが高野山に配流となった。これにより戦国大名としての後北条氏は滅亡した。『遠野南部家文書』に拠れば、それより先の6月14日に蒲生氏郷が既に陸奥国二本松へ到着し、豊臣軍の奥州入りの先駆けとなっている。
秀吉は、7月17日宇都宮国綱らと共に小田原から下野国に向かい、7月26日宇都宮城に入城、関東、奥羽の大名達も宇都宮へ出頭し、ここで奥羽大名に対する仕置を行った（宇都宮仕置）。
秀吉の宇都宮着陣に先立ち、既に常陸の佐竹義宣、陸奥国北部の南部信直が宇都宮入りしており、7月27日南部信直に対して南部所領の内7ヶ郡（糠部郡、閉伊郡、鹿角郡、久慈郡、岩手郡、紫波郡、そして遠野保か？）についての覚書の朱印状を与える。7月28日には小田原にも参陣していた伊達政宗が奥州への迎えの為として宇都宮入りし、8月1日には佐竹義重に対して常陸ほか54万石の所領を安堵している。伊達に関しては、前年に摺上原の戦いで蘆名氏を破り、奥羽に150万石近い大領国を築いていたが、政宗自身が小田原に遅参したことに加え、会津攻めそのものが秀吉の惣無事令に違反していたことなどを理由に、会津四郡、岩瀬郡、安積郡を没収され、陸奥出羽のうち13郡、およそ72万石に減封されている。
秀吉は政宗の案内で、その没収した会津を新封となった蒲生氏郷、奉行だった浅野長政を筆頭とする奥州仕置軍を伴って巡察行軍を行った。秀吉は途中で再び宇都宮に戻ったが、奥州仕置軍は政宗の案内により8月6日に白河に到着、抵抗した葛西氏家臣を退けながら8月9日には会津黒川城（現在の会津若松城）に入る。その後、稗貫氏が城地を追放されたあとの鳥谷ヶ崎（十八ヶ崎）城（後の花巻城）に、奉行・浅野長政が入城して諸将に号令し、奥州仕置軍は平泉周辺まで進撃して和賀氏ら在地領主の諸城を制圧した。浅野長政の家臣が代官として進駐し新体制への移行が進められ、検地などを行ったあと、郡代、代官を残して奥州仕置軍は引き揚げた。秀吉の天下統一はここに完了した。

## 内容
奥州仕置の内容は次の通りである。
- 改易 - 大崎義隆、石川昭光、江刺重恒、葛西晴信、留守政景、和賀義忠、稗貫広忠（家法・重綱）、黒川晴氏、田村宗顕、白河（結城）義親ら（小田原に参陣しなかったため）
- 減封 - 伊達政宗（奥羽約114万石から陸奥出羽のうち13郡、およそ72万石に減封。さらに翌年の再仕置で葛西大崎一揆の責任を問われ、約58万石に減封の上移封）[8]、秋田実季[9]、小野寺義道[10]
- 所領安堵 - 最上義光[11]、相馬義胤[12]、岩城貞隆（常隆）[13]、津軽為信[14]、戸沢光盛（盛安）[15]、南部信直[16]ら。その他、佐竹氏の陸奥国内の所領高野郡[17]も安堵された。
- 新封 - 蒲生氏郷（豊臣氏の家臣。蘆名氏の旧領・会津黒川42万石を与えられ、さらに翌年の再仕置で約92万石に加増）、木村吉清（豊臣氏の家臣。寺池城（登米城）を中心とした葛西大崎30万石を与えられるが、翌年に葛西大崎一揆の責任を問われ改易）

## 影響
豊臣政権の支配下に組み込まれた奥羽では、検地が実施されて諸大名家の石高が確定し、それを基準とした軍役が課せられた。また、この時所領を安堵された奥羽の諸大名は、豊臣政権に公認された「主君」という立場を利用して家中への統制を強化し、これまで同族連合的雰囲気が強かった伊達・南部などの大名家が近世大名へと変容する契機となった。この奥州仕置により、秀吉の天下統一事業は遂に完成した。
しかし、豊臣政権による強引な大名の再配置は多くの不満と軋轢を生んだ。まず、仕置軍の主力が奥州から引き上げると、改易された葛西氏・大崎氏の旧臣が中心となった葛西大崎一揆が木村領で発生する。これに呼応するかのように、旧和賀領と旧稗貫領で和賀・稗貫一揆、出羽仙北地方で仙北一揆、出羽庄内地方でも藤島一揆が発生した。また、仕置によりそれまで南部氏内部で南部信直とほぼ対等な立場にあった九戸政実が、信直の家来として扱われたことに不満を抱いて信直と武力衝突を起こした（九戸政実の乱）。豊臣政権はこうした一揆・紛争を鎮圧するため、翌天正19年（1591年）に大規模な軍勢を派遣せざるを得なくなったのである。
一方で所領を安堵された安東実季は、後年になって奥羽仕置を振り返り「百年程前の出羽・陸奥両国では、庄内・最上・南部・秋田・仙北・津軽に分立し、各領主は仲が悪く闘争に明け暮れていた。しかし豊臣秀吉により天下が統一され互いに和潤の状態になった」とし、仕置によって東北の戦乱状態が解消された事を評価している。